# زن بی‌حیا
زن بی‌حیا (ایتالیایی: La svergognata) یک فیلم درام اِروتیک ایتالیایی به کارگردانی جولیانو بیاجتی است که در سال ۱۹۷۴ منتشر شد.

## بازیگران
- فیلیپ لروآ
- لئونورا فانی
- باربارا بوشه
- پوپو د لوکا
- ماریا پیا کنته
- دانا گیا